# 王震 (弘治進士)
王震（1460年—？），字威遠，直隸順德府邢臺縣人，民籍，明朝政治人物。

## 生平
順天府鄉試第二十七名舉人。弘治六年（1493年）中式癸丑科會試第二百九十名，三甲第二百零四名進士。历官户部主事，升郎中，出为湖广郧阳府知府。正德十一年（1516年）四月升河南布政司右参政，十六年正月升为本司右布政使，五月升本司左布政，十一月升应天府府尹，嘉靖元年（1522年）任应天府乡试提调官，二年正月以南京科道交论其不职，令致仕。

## 家族
曾祖王景賢；祖父王罍，平度州同知；父王整，前母吳氏；母張氏。具庆下。兄文、章、满。弟霓、霆。